# تاناسوایا
تاناسوایا (به لاتین: Tănăsoaia) یک سکونتگاه مسکونی در رومانی است که در شهرستان ورانچا واقع شده‌است.

## خصوصیات
تاناسوایا ۲٬۳۳۷ نفر جمعیت دارد.